# 统帅堂装甲掷弹兵师
统帅堂装甲掷弹兵师（德語：Panzergrenadier Division Feldherrnhalle）是第二次世界大戰時期，德國的裝甲擲彈兵部隊之一。他的名字来源于统帅堂（Feldherrnhalle），是德国慕尼黑路德维希大街南端的音乐厅广场的一个凉廊，是为缅怀当时巴伐利亚君主时代的辉煌军事胜利而模仿佛罗伦萨的佣兵凉廊兴建于1841年到1844年。1923年11月9日上午，希特勒的纳粹党褐衫队发动“向慕尼黑進軍”。在统帅堂巴伐利亚警察责令停止非法组织的游行，但是游行者继续向前，警察感到威胁，并且开火。4名警察和16名纳粹党徒死亡，多人受伤，其中包括赫尔曼·戈林。希特勒两天后被捕，判刑5年（实际只在蘭茨貝格監獄坐牢9个月），在狱中希特勒口述纪录他的著作《我的奋斗》。这是纳粹试图接管巴伐利亚的努力的一部分，通常称为啤酒馆暴动。希特勒在1932年选举上台后，统帅堂变成纳粹的圣地之一，不仅派驻卫兵，每年也举行纪念仪式悼念纳粹死者。统帅堂的形象也出现在纳粹党的血章上。

## 歷史

### 第一次編成
1943年2月2日，蘇聯史達林格勒北城包圍圈，隸屬德國第6軍團第11裝甲軍（XI Armee-Korps）的第60摩托化步兵師殘部向紅軍投降，史達林格勒戰役就此結束。1943年3月中旬，以第60摩托化步兵師在包圍圈外的殘部以及第271步兵團「統帥堂」為核心開始在法國重新集結，準備重建。6月20日，由重建的第60摩托化步兵師改編為统帅堂裝甲擲彈兵師，基幹部隊包括：
- 统帅堂戰車營
- 统帅堂裝甲擲彈兵團：三個摩托化裝甲擲彈兵營
- 统帅堂輕擲彈兵團：三個摩托化輕擲彈兵營
- 统帅堂砲兵團
- 统帅堂裝甲偵搜營
- 统帅堂摩托化工兵營

之後增加了统帅堂高砲營及统帅堂裝甲獵兵營等。1943年12月成立统帅堂戰車團，原先的统帅堂戰車營為該團第一營，並沒有第二營。1944年1月3日該團就被改編為第69戰車團團部，所以统帅堂戰車團就解編了，而第一營又重新命名為统帅堂戰車營。這支部隊一直在東線作戰。

### 第二次編成
1944年6月22日，白俄羅斯，紅軍對德國中央集團軍發動大攻勢。該師為紅軍的大攻勢所擊潰，1944年秋季原先在中央集團軍被擊潰各師殘部被用來作為新成立的44年裝甲旅（Panzer-Brigade 44）的核心。該師殘部在8月用來成立第106统帅堂裝甲旅，這個旅一直在西部戰線作戰，在1945年編入克勞塞維茨裝甲師。9月1日，匈牙利，該師以第109裝甲旅為核心展開重建，原來隸屬於第109裝甲旅的第2109戰車營改名為统帅堂戰車營，下轄三個豹式戰車連及一個驅逐戰車連。10月1日該師改編為统帅堂裝甲師，於11月27日第二次成立统帅堂戰車團，原來的统帅堂戰車營為第二營，不過仍舊沒有第一營。當時统帅堂裝甲師的基幹部隊如下：
- 统帅堂戰車團：一個營，由豹式戰車連和驅逐戰車連混編
- 统帅堂裝甲擲彈兵團：兩個摩托化裝甲擲彈兵營
- 统帅堂輕擲彈兵團：第一營為原第109裝甲旅之第2109裝甲擲彈兵營，配備步兵裝甲車，第二營為摩托化輕擲彈兵營
- 统帅堂裝甲偵搜營
- 统帅堂裝甲獵兵營
- 统帅堂裝甲砲兵團
- 统帅堂裝甲工兵營

### 保衛布達佩斯
1944年11月27日，匈牙利，由原第4軍殘部所改編的第4總指揮部（General Kommoando IV）改編為第4裝甲軍。同時授與统帅堂的封號，肩章及袖章，象徵第4裝甲軍即將改編為统帅堂裝甲軍（Panzer Korps Feldherrnhalle，以下簡稱统帅堂裝甲軍）正式編成，由烏爾里希·克利曼裝甲兵上將（General der Panzertruppen Ulrich Kleemann）擔任軍長。由於預計成為统帅堂裝甲軍主要戰鬥部隊的统帅堂裝甲師及第13裝甲師都在布達佩斯進行防禦戰，因此在這兩個裝甲師歸建之前有些德國文件仍將统帅堂裝甲軍稱為第4裝甲軍。
1944年12月21日，布達佩斯，就在紅軍包圍網形成之前幾天，统帅堂裝甲師師長派皮少將（Generalmajor Guenther Pape）奉命率所部向西轉進，包括師部，第二裝甲砲兵營，一個裝甲擲彈兵營，一個裝甲獵兵連和一個裝甲工兵連。該師的其餘部隊則仍留守在布達佩斯，由统帅堂裝甲擲彈兵團團長伍爾夫中校（Oberstleutnant Joachim Helmuth Wolff）指揮。之後派皮少將所部與其它部隊組成派皮師級戰鬥群（Division-Gruppe Pape），加入布達佩斯解圍作戰，成為日後重建第一统帅堂裝甲師的基幹部隊。
1945年2月11日晚間，布達佩斯西北郊區，守城德軍部隊已經彈盡援絕，第13裝甲師统帅堂師長施密德胡貝爾少將率眾突圍，不幸戰死。在所有的突圍部隊當中，只有统帅堂裝甲擲彈兵團團長伍爾夫中校（Oberstleutnant Joachim Helmuth Wolff）及第66裝甲擲彈兵團團長施寧中校（Oberstleutnant Wilhelm Schoening）所率領的661人突圍成功，前者成為日後重建第一统帅堂裝甲師的基幹部隊，後者成為日後重建第二统帅堂裝甲師的基幹部隊。
1945年2月16日，斯洛伐克-匈牙利邊境，德軍發動南風作戰，由第4裝甲軍及第1SS裝甲師對俄軍在艾斯特公埃斯泰尔戈姆地區發動攻擊，以消滅俄軍在多瑙河北岸的橋頭堡。由派皮師級戰鬥群及施寧戰鬥群（Kampfgruppe Schoening）所組成的统帅堂裝甲擲彈兵師戰鬥群（Kampfgruppe Panzergrenadier Division Feldherrnhalle）及统帅堂重戰車營都在第4裝甲軍麾下加入作戰。1945年2月18日，匈牙利瑪橋拉，统帅堂重戰車營與及SS第1裝甲師在此會師，經過連日激戰該營只剩下四輛可動虎王戰車，其餘不是被擊毀就是待修。1945年2月22日，统帅堂重戰車營守住該地並擊退來犯俄軍直到援軍前來，南風作戰已至尾聲。在該次反攻中總共擊斃俄軍4000人，俘虜700人，擊毀90輛俄軍戰車，擊毀或擄獲俄軍334門各式火砲。在南風作戰之後，统帅堂重戰車營及统帅堂裝甲擲彈兵師戰鬥群都退出戰場到後方整補，並重建兩個统帅堂裝甲師。

### 第三次編成
1945年3月10日斯洛伐克，统帅堂裝甲軍團正式編成，由克利曼裝甲兵上將續任司令官。其軍團直屬部隊包括：
- 统帅堂砲兵指揮部
- 统帅堂工兵團團部：由原第678工兵團改編
- 统帅堂重戰車營：兩個重戰車連，共31輛虎王戰車
- 统帅堂軍團砲兵營：兩個連
- 第404裝甲工兵營
- 第44裝甲通訊營
- 统帅堂軍團後勤團：補給營，保修營，衛生營及經管營
- 统帅堂軍團機鎗營：1945年4月由軍團第429機鎗營改編

1945年3月23日，斯洛伐克，重建的第一统帅堂裝甲師及第二统帅堂裝甲師正式編成。第一统帅堂裝甲師由派皮少將續任師長，其基幹部隊包括：
- 第一统帅堂混編戰車團：第一營由第208戰車營改編，共兩個四號戰車連及兩個豹式戰車連；第二營為裝甲化裝甲擲彈兵營
- 第一统帅堂裝甲擲彈兵團：團長為伍爾夫中校，三個摩托化裝甲擲彈兵營
- 统帅堂裝甲砲兵團：第一營為摩托化輕砲兵營，第二營為摩托化重砲兵營
- 统帅堂裝甲偵搜群：一個裝甲偵搜加強連，配備半履帶機車及步兵裝甲車
- 统帅堂裝甲獵兵連：10輛四號驅逐戰車及三個重戰防砲排
- 统帅堂防空砲連：三個88砲排及一個混編防砲排
- 统帅堂裝甲通訊加強連
- 统帅堂裝甲工兵加強連：配備工兵裝甲車及一個重火箭砲排
- 统帅堂後勤營：包括補給連，經管連，保修連和衛生連

第二统帅堂裝甲師由貝凱上校（Oberst Dr. Franz Bäke）擔任師長，其基幹部隊包括：
- 第二统帅堂混編戰車團：第一營由重建之第4戰車團第一營改編，共兩個四號戰車連及兩個豹式戰車連；第二營為裝甲化裝甲擲彈兵營，由原第93裝甲擲彈兵團殘部編成
- 第三统帅堂裝甲擲彈兵團：第一營為摩托化裝甲擲彈兵營，由原第66裝甲擲彈兵團殘部編成，第二營為摩托化裝甲擲彈兵營，由原第93裝甲擲彈兵團殘部編成
- 第13裝甲砲兵團：第一營為摩托化輕砲兵營，第二營為摩托化重砲兵營
- 第13裝甲偵搜群：一個裝甲偵搜加強連，配備半履帶機車及步兵裝甲車
- 第13裝甲獵兵連
- 第13防空砲連：三個88砲排及一個混編防砲排，由陸軍第271防砲營殘部編成
- 第13裝甲通訊加強連
- 第13裝甲工兵加強連：由第4裝甲工兵營殘部編成
- 统帅堂後勤營：包括補給連，經管連，保修連和衛生連

事實上重建的第一统帅堂裝甲師及第二统帅堂裝甲師其戰力大約只有原來陸軍裝甲師的一半到三分之二，而整個统帅堂裝甲軍團的戰力大約相當於一個增額的陸軍裝甲師。
1945年4月到5月，统帅堂裝甲軍團在斯洛伐克及摩拉維亞進行後衛戰，逐步往西後退。1945年5月8日在布爾諾這兩個師向苏軍投降。

## 延伸阅读
- Erich Jainek: Soldaten der Standarte Feldherrnhalle. Bewährung an den Brennpunkten des Zweiten Weltkrieges. DVG – Deutsche Verlagsgesellschaft, Rosenheim 1997, ISBN 3-920722-46-9.
- Frank Kuhlemann: Panzerdivision Feldherrnhalle. Eine deutsche Jugend unter der Hakenkreuzfahne. Projekte-Verlag Cornelius, Halle 2007, ISBN 978-3-86634-417-4.
- Alfonso Escuadra Sanchez: Feldherrnhalle. Forgotten Elite. Panzerkorps Feldherrnhalle and Antecedent Formations, Eastern and Other Fronts, 1939–1945 (= Stahlhelm Series. 166). Shelf Books, Bradford 2000, ISBN 1-899765-66-2.